# Михаел Румениге
Михаел Румениге (3. фебруар 1964) бивши је немачки фудбалер.

## Каријера
Током каријере је играо за Бајерн Минхен, Борусија Дортмунд и Urawa Red Diamonds.

## Репрезентација
За репрезентацију Њемачке дебитовао је 1983. године. За тај тим је одиграо 2 утакмице.

## Статистика
| Њемачка | Њемачка | Њемачка |
| Година  | Наступи | Голови  |
| ------- | ------- | ------- |
| 1983.   | 1       | 0       |
| 1984.   | 0       | 0       |
| 1985.   | 0       | 0       |
| 1986.   | 1       | 0       |
| Укупно  | 2       | 0       |